# Mr.Бэниш
«Mr.Бэниш» — российская рок-группа. Основана в Москве в 2006 году.

## История группы
В 1997 году в Москве была образована группа «Другое Небо». Группа «Другое Небо» записала в 1998 году в Амстердаме альбом «Сын Солнца», сняла клип на песню «Крым», который ротировался на MTV (USA, Europe, Россия), участвовала в голландских TV-шоу, выступала на концертных площадках Голландии, затем вернулась в Москву и выступала на различных площадках Москвы. В 2002 году был снят документальный фильм «Другое небо? Why not?», который транслировался на телеканале «ДарьялTV». В 2003 году по ряду причин группа «Другое Небо» прекратила существование.
В 2006 году костяк группы собрался и начал новый проект, который называется группа Mr.Бэниш.
В начале 2008 года группа Mr.Бэниш закончила работу над первым альбомом «Связь» и выступила с новой программой в ночных клубах Москвы.
Видеоклип группы Mr.Бэниш «Absolutely free» вышел в финал фестиваля «Видеомузыкант-4», проводившегося при участии Rambler Vision и Zvuki.ru, при поддержке КлипFest  (недоступная ссылка) (специальный приз) и A-One, и был отмечен обозревателем журнала «Rolling Stone» Андреем Бухариным.
4 июля 2008 г. группа Mr.Бэниш выступила на главной сцене фестиваля «Старый Новый Рок на волне 2008» , наряду с группами «Психея», «Мумий Тролль», «Капитан Грэй», Таня Зыкина, «Billy's Band», «Jane Air», «Куплю волосы», «Звезда Полынь», «Чёрный Обелиск», «Ромарио» и др. В рамках фестиваля «Старый Новый Рок на волне 2008» был показан видеоклип группы Mr.Бэниш «Absolutely free» в программе фестиваля No Air (Вне эфира). Гала-представление фестиваля «Вне эфира» прошло в ночной программе летнего фестиваля «Старый Новый Рок на волне 2008». На большом экране транслировались эксклюзивные работы мастеров кинематографа, клипы мегакоманд и лучшие видеоролики групп.
23 августа 2009 г. группа Mr.Бэниш выступила на сцене рок-фестиваля Rock Холмы , наряду с группами «Красная рыба», «Sherl», «Ночная смена», «Мистическое путешествие», «Сан-Форэва», Ник Рок-н-Ролл, Михаил Башаков и другими.
Композиции группы Mr.Бэниш звучат на Радио Кино , Радио ОМа , Специальном радио , Радио Третий Фронт  и других. Видеоклипы группы на Corbina-TV , на телеканале Мaks TV .
Песня группы Mr.Бэниш «Когда-то я любил тебя» издана в составе сборников «Убойный русский хит/весна 2008», «Interнациональный XXXL 50/50 (2008)» и «200 Хитов Любимой музыки 2008/XIT FM».
Песня группы Mr.Бэниш «Затылком вперёд» вошла в первый Интернет-сборник рок-музыки нового поколения «Третий Фронт и К». Песня группы Mr.Бэниш «Моя душа» вошла в Интернет-сборник рок-музыки «На краю воображения». Песня «Белый снег» вошла в Интернет-сборник российский панк-рок-групп «Anarhy in the Р. Ф.» (часть 5).
Второй альбом группы Mr.Бэниш «АппендИкс» (2009 г., Тихий Океан records) состоит из ранних записей, сделанных группой в разное время и считавшихся пропавшими. Записи были найдены случайно, слегка доработаны и объединены в альбом, который получил название «АппендИкс».
Эдмунд Шклярский (группа «Пикник») о группе «Mr.Бэниш»: 
По ощущению — это сложившийся коллектив, а сложившемуся коллективу не нужны никакие советы. Мне кажется, что всё у них получится.
Алла Пугачёва о песне «Ночь» группы «Mr.Бэниш»: 
«Ночь» — это хороший такой саундтрек к какому-нибудь фильму. Вот если бы я снимала фильм — я бы поставила эту песню, я даже вижу как это можно снять. Потому что практически там одни перечисления, ну, когда они называют какое-то… вот идут слова, слова, слова, слова в тексте — я это представляю. Ну что, мне было интересно…
Радиостанция «Красная Армия» о фестивале «Старый Новый Рок на Волне 2008»: «В первый день с ходу запомнились Шаман Лу (Волгоград) и Mr.Бэниш (Москва)».
Мегафон-Урал: о фестивале «Старый Новый Рок на Волне 2008»: "…Ближе к завершению публика собралась у главной сцены, где выступили такие хедлайнеры как «Психея», «Капитан Грэй», Татьяна Зыкина, «Mr.Бэниш», «Куплю волосы», «Jane Air», «Мумий Тролль» и «Billy’s Band».
В 2010 году вышел в свет третий альбом группы MR.БЭНИШ «Между прочим и собой» (Тихий Океан records)
3 марта 2011 года на экраны России вышел фильм «Любовь-морковь 3», в котором звучит песня группы MR.БЭНИШ «Она идёт одна».
8 июля группа «Mr.Бэниш» выступила на ежегодном рок-фестивале «Нашествие-2011», который в этот раз посетило более 160 тысяч человек.
Группа сыграла на Позитивной сцене, на которую в числе прочих выходили Женя Любич, Noize MC и «Несчастный случай». Играть «Mr.Бэниш» пришлось под проливным дождем, который, впрочем, сами музыканты расценили как добрый знак. Для того, чтобы и публика в полной мере насладилась пребыванием на фестивале, во время исполнения песни «Летняя» вокалист Халыг Салаев стал разбрасывать в толпу презервативы.
21 июля 2012 года группа MR.БЭНИШ выступает на фестивале «Рок-Холмы 2012».
Песни с альбома «Жизнь то выпукла, то впукла» звучат на волнах радиостанций «Комсомольская Правда», «Маяк», «Радио Глобус» (New York), «Радио России», «Радио Шансон» (Киев), New Life Radio (Chicago) а также в эфире очень многих известных интернет-радиостанций.
В 2012 году группа снимает 4 новых видеоклипа (видеоклип «Жизнь то выпукла, то впукла» ротируется на телеканале СТРАНА-ТВ) участвует в различных теле- и радио-шоу, продолжает выступать на различных площадках и работает над материалом к новому альбому.
13 января 2013 года группа MR.БЭНИШ выступает на одном из крупнейших фестивалей «Старый Новый Рок 2013» в Екатеринбурге.
Выходит в свет альбом «ОНООНО»
На несколько песен из альбома снимаются видеоклипы.
Группу покидают Сергей Зайцев (ударные) в связи с работой в военном оркестре и Павел Евдокименко, которого приглашают снятся в главной роли в совместном российско-вьетнамском фильме «Лестницы».
В группу приходит барабанщик Сергей Кифак.
Группа MR.БЭНИШ активно выступает в новом составе на новых площадках.
Летом 2014 года группа MR.БЭНИШ выступает на фестивале «Старый Новый Рок» в Екатеринбурге.
В новом составе группа записывает новый альбом «Последние дни лета»

## Дискография
- 2008 — Связь
- 2009 — АппендИкс
- 2010 — Между прочим и собой
- 2011 — Жизнь то выпукла, то впукла
- 2013 — ОНООНО
- 2015 — Последние дни лета
- 2016 — Антология
- 2016 - Медовая ловушка
- 2017 - Ребенок, дикарь и животное (EP)